# アルブレヒト・フォン・ローレツ
アルブレヒト・フォン・ローレツ（Albrecht von Roretz、1846年12月19日 - 1884年7月20日）は、明治時代にお雇い外国人として来日したオーストリアの医師である。姓はローレッツとも表記される。

## 経歴・人物
ウィーンの生まれ。ウィーン大学で医学を学び、内科及び外科学の博士号を取得する。
この業績により、1874年（明治7年）日本政府の招聘により来日した。来日後オーストリア＝ハンガリー帝国公使館付の医官となり、横浜居留地の住民の医療にあたった。また、同時期に日本各地や上海へ旅行し、そこでも医療にあたった。
1876年（明治9年）に愛知県公立病院の講習場、1880年（明治13年）には金沢医学校及び山形県公立病院済生館医学寮でのそれぞれの教頭に就任した。また、同時期に1882年（明治12年）に帰国するまで薬剤学、皮膚科学等多彩な医学の教鞭を執り、後藤新平等の著名な学者を輩出したりする等ドイツ医学の普及に携わった。

## 主な著作物
- 『虎列剌（コレラ）病論』
- 『皮膚病論一斑』